# Saxifraga decussata
Saxifraga decussata là một loài thực vật có hoa trong họ Saxifragaceae. Loài này được J. Anthony miêu tả khoa học đầu tiên năm 1933.